# 巴勒珍藏馆

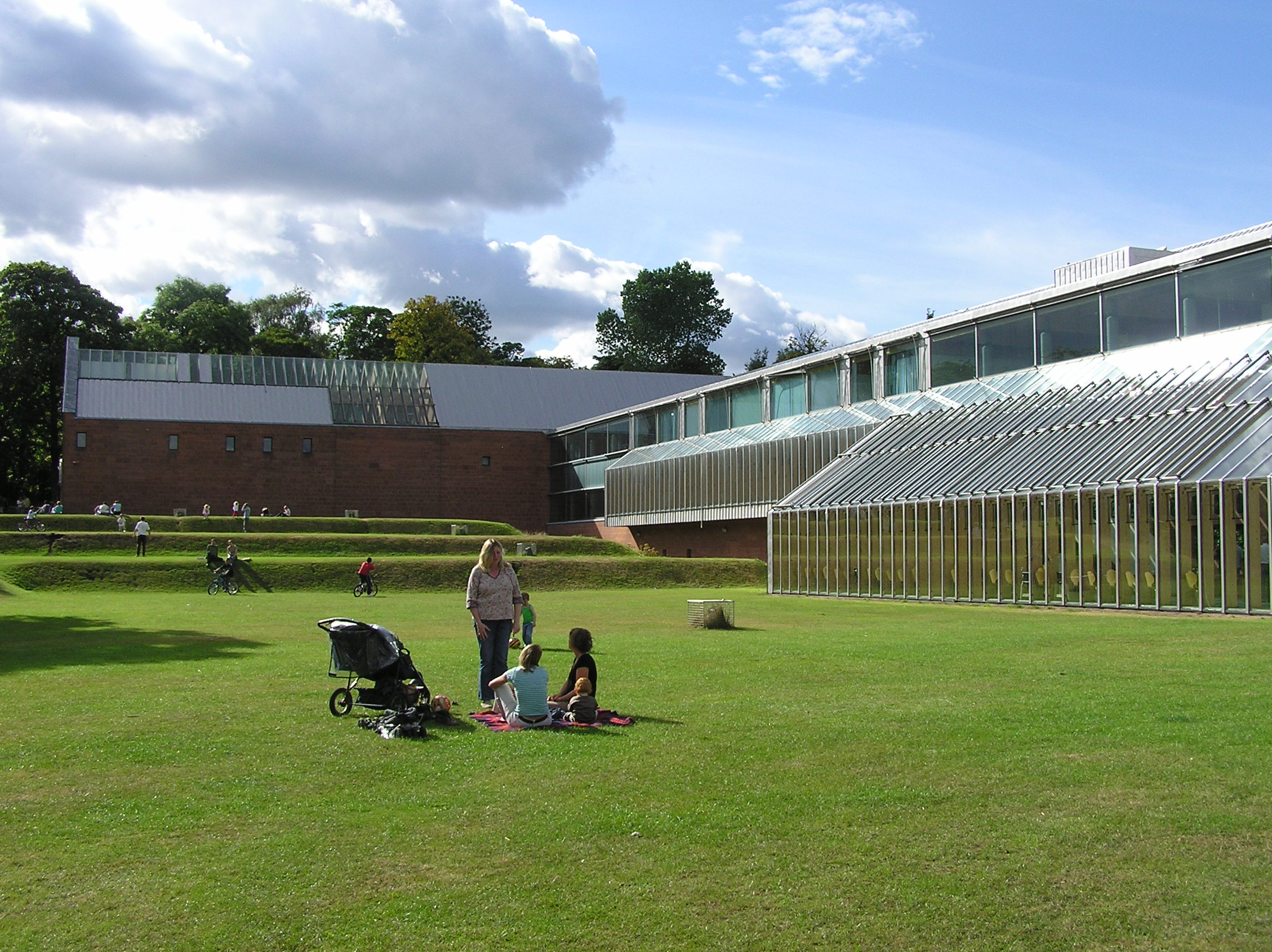
格拉斯哥的巴勒珍藏馆

巴勒珍藏馆（The Burrell Collection）是苏格兰格拉斯哥的一个艺术馆，展出威廉·布雷尔爵士（Sir William Burrell）在1944年捐献于格拉斯哥市的收藏品。巴勒珍藏馆位于格拉斯哥市南部的Pollok Country Park。
威连姆·巴勒爵士在捐献其收藏品时所提出的条件是其收藏品必须收存和展览于远离格拉斯哥市中心16英里外，以避免当时格拉斯哥空气污染对其收藏品的损坏。由于适当的地点难寻，巴勒珍藏馆在1983年才于现今的地点开幕。
巴勒珍藏馆收有中世纪艺术品，埃德加·德加和保罗·塞尚的作品，现代艺术雕像等等。